# Balloniscus paraquayanus
Balloniscus paraquayanus är en kräftdjursart som först beskrevs av Van Name 1936.  Balloniscus paraquayanus ingår i släktet Balloniscus och familjen Balloniscidae. Inga underarter finns listade i Catalogue of Life.